# Beauménil
Beauménil là một xã, nằm ở tỉnh Vosges trong vùng Grand Est của Pháp. Xã này có diện tích 3,3 km², dân số năm 1999 là 143 người. Xã này nằm ở khu vực có độ cao trung bình 440 m trên mực nước biển.

## Biến động dân số
| 1962                                         | 1968 | 1975 | 1982 | 1990 | 1999 |
| -------------------------------------------- | ---- | ---- | ---- | ---- | ---- |
| 50                                           | 105  | 115  | 128  | 148  | 143  |
| Số liệu từ năm 1962: Dân số không tính trùng |      |      |      |      |      |